# Bannock Creek Shoshoni
Bannock Creek Shoshoni, jedna od četiri skupine Sjeverozapadnih Šošona u području Bannock Creeka i Arbon Valleya u Idahu. Dio njihove zemje 1867. uzet je za potrebe rezervata Fort Hall. Tri glavna sela Bannock Creek Šošona: Pocatello's Band (101), San Pitch (124) i Sagwitch (158) preseljeni su 1873. na rezervat Fort Hall, a manji dio na rezervat Wind River u Wyoming.